# Violaines
Violaines település Franciaországban, Pas-de-Calais megyében. Lakosainak száma 3844 fő (2022. január 1.). Violaines Richebourg, La Bassée, Auchy-les-Mines, Cuinchy, Festubert, Givenchy-lès-la-Bassée, Haisnes, Lorgies és Vermelles községekkel határos.

## Népesség
A település népessége az elmúlt években az alábbi módon változott:
| Lakosok száma | 3650 | 3612 | 3659 | 3667 | 3720 | 3773 | 3814 | 3831 | 3844 |
|               | 2013 | 2015 | 2016 | 2017 | 2018 | 2019 | 2020 | 2021 | 2022 |